# وليام هنري هاريسون روس
وهو سياسي أمريكي كان حاكما على ولاية ديلاوير الأمريكية ينتمي إلى الحزب الديمقراطي ولد وليام هنري هاريسون روس في 2 حزيران - يونيو من سنة 1814 في ولاية ديلاوير شغل روس منصب حاكم على ولاية ديلاوير ما بين عامي 1851 إلى عام 1855 توفي وليام هنري هاريسون روس في 30 تموز - يوليو من سنة 1887 في مدينة فيلادلفيا بولاية بنسلفانيا الأمريكية.